# Швеці
Сьвєцє, Швєчє, Швец (пол. Świecie, каш. Swiéce, нім. Schwetz) — місто в Польщі, входить в Куявсько-Поморське воєводство, Свецький повіт. Адміністративний центр гміни Свеце. Займає площу 11,89 км². Населення 25 968 осіб (на 2006 рік).
Статус міста Свєцє отримало 1338 року.

## Історія
Одне з найстаріших міст Польщі. Перша згадка датована 1198 роком, в якості столиці поморського князівства Гжиміслава з династії Самборидів (Собєславичів). З появою в Прусії лицарів Тевтонського ордена став ключовим пунктом оборони від них Гданського Помор'я. Останнім здався ордену в 1309 році.
Тевтонський орден близько 1335 року приступив до будівництва цегляного комтурського замку, історично не пов'язаного з поморським містом, і завершив його близько 1350 року. Місто Швецє отримало міське право в 1338 році.
Лицарі Швецє не згадуються у складі орденського війська під Грюнвальдом і саме тамтешній комтур Генріх фон Плауен очолив оборону Марієнбурга. Під час Тринадцятирічної війни 1454-1466 років кілька разів переходив з рук в руки, поки, за Другим Торунським миром 1466 року не був переданий під владу Польщі, оформлену у вигляді юридично нечіткої унії. Лише по Люблінській унії 1569 року місто перейшло під пряме управління польської корони.
Завдяки річковій торгівлі місто розбагатіло, але під час шведського "потопу" 1655 року було повністю зруйноване і оговталося лише через кілька десятиліть.
За першим поділом Речі Посполитої 1772 року перейшло до Пруссії.
Місто зазнавало сильних повеней, поки, після руйнівної повені 1858 року не було перенесено на нове, більш високе місце.

## Географія
Свєцє розташоване в Поморському поозер'ї, в етнокультурному районі Кочева, у місці, де річка Вда впадає до Вісли. Така локалізація нагадує місто, розташоване в горах.
Тут знаходяться дороги: національна дорога 91 (Гданськ-Торунь) і національна дорога 5 (E261, Свєцє-Вроцлав-Кудова-Здруй). Автомагістраль A1 (E75) проходить за 12 км від меж міста. Свєцє розташоване за 4 км від важливої двосторонньої залізничної лінії Гдиня-Сілезія.
Місто розташоване на висоті від 19 до 86 м над рівнем моря.
За даними від 1 липня 2012 року, площа Свєцє становила 17,55 км².
У 1975-1998 роках місто було адміністративно частиною Бидгощського воєводства.

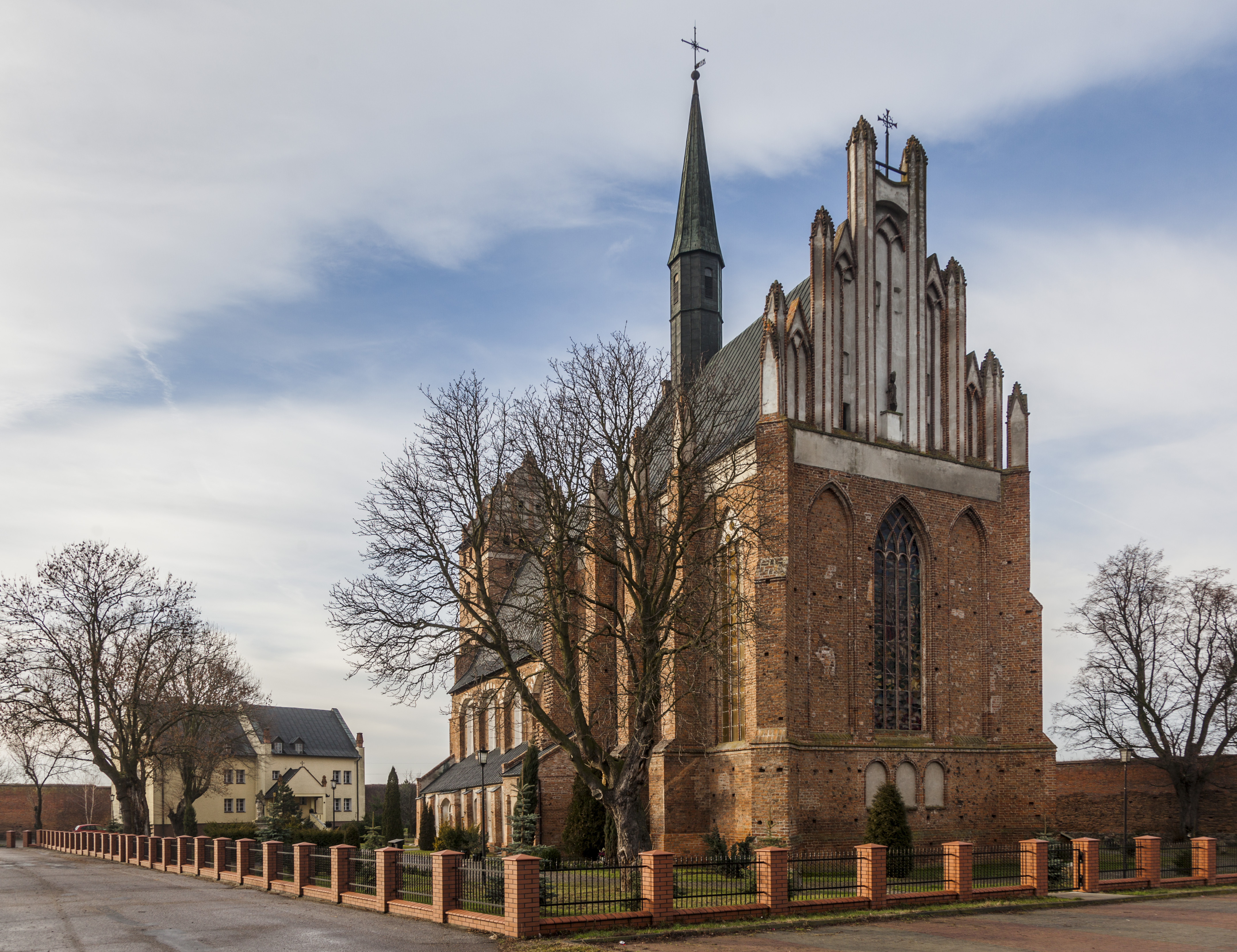
Костел в Свеце

## Демографія
Демографічна структура станом на 31 березня 2011 року:
|          | Загалом | Допрацездатний вік | Працездатний вік | Постпрацездатний вік |
| -------- | ------- | ------------------ | ---------------- | -------------------- |
| Чоловіки | 12775   | 2493               | 9111             | 1171                 |
| Жінки    | 13875   | 2475               | 8472             | 2928                 |
| Разом    | 26650   | 4968               | 17583            | 4099                 |

## Відомі уродженці
- Оскар Льорке[de] (1884—1941) — один з найбільших німецькомовних поетів XX століття, прозаїк, літературний критик.